# Aich (Autriche)
Pour les articles homonymes, voir Aich.
Aich est une commune autrichienne du district de Liezen en Styrie.